# Mayobaetis
Mayobaetis is een geslacht van haften (Ephemeroptera) uit de familie Baetidae.

## Soorten
Het geslacht Mayobaetis omvat de volgende soorten:
- Mayobaetis ellenae